# The Cube
The Cube je výšková obytná budova v Žilině, na sídlišti Vlčince. Stojí v těsné blízkosti výškové stavby Europalace. The Cube se začala stavět v únoru 2007 a byla dokončena v lednu 2010 .
The Cube má 13 podlaží a její výška je 39 metrů. V minulosti se byty v The Cube se pouze pronajímaly, později však bylo možné jejich odkoupit. Nájemníkům a majitelům bytů slouží podzemní a nadzemní parkoviště parkoviště.
V přízemní části budovy je kadeřnictví a menší obchodní stánky. 49°12′36″ s. š., 18°45′35″ v. d.